# 래슨피크
래슨피크(Lassen Peak)는 미국 캘리포니아주의 캐스케이드산맥에 있는 종상 화산으로, 활화산이다. 이 화산은 국립공원으로 지정되어 있으며, 밑에는 고온 온천 지대가 있다.
이곳은 범패스 지옥이라고 하는 계곡으로, 머드팟도 포함하고 있다. 1915년의 폭발은 아주 거대했으며, 화산재가 하늘 높이 치솟았다. 현재 래슨 화산 국립공원으로 지정되어 있다.
성층 화산과 모양이 비슷하지만 종상 화산으로 분류되었다. 현재도 분화할 가능성 있다.

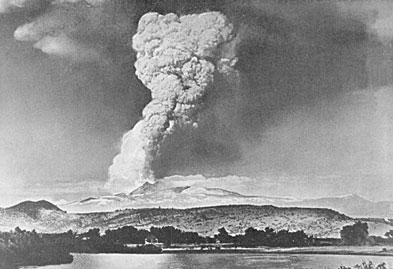
1915년 대분화 때 발생한 화산재 구름

## 1915년의 분화
래슨피크의 1915년 분화는 이 화산의 대분화 중 하나다. 1914년부터 작은 분출이 시작되어 1915년에는 고온의 화산재와 열운 그리고 용암이 발생했다. 화산재는 버섯구름 모양을 이루었으며, 1917년까지 간헐적으로 분화하였다. 이로 인해 정상에 큰 분화구가 생겼으며, 화산 폭발 지수는 3에 도달하였다.